# Verona
Verona je mesto v severni Italiji, glavno mesto Veronske pokrajine v deželi Benečiji (Veneto) ter sedež škofije Verona.
Verona je mesto z okoli 250.000 prebivalci ob reki Adiži v Benečiji na severu Italije in eden od sedmih gastronomskih okolišev v deželi. Je največja mestna občina v Benečiji in tretja v severovzhodni Italiji. Metropolitansko območje Verone (pokrajina) pokriva 1426 km2 in ima 714.274 prebivalcev. Zaradi svoje umetniške in kulturne dediščine, več letnih sejmov, opernih predstav v Areni, starodavnem rimskem amfiteatru, je ena glavnih turističnih destinacij severne Italije.
Mesto je bilo vpisano na seznam Unescove svetovne dediščine, zaradi urbane strukture in arhitekture.

## Zgodovina
Natančnega podatka o izvoru imena in letnici nastanka ni. Veronia je bila evgansko mesto že leta 550 pr. n. št. Okoli leta 300 pr. n. št. je prišla pod rimsko oblast. V 1. stoletju pr. n. št. je bila Verona že rimska kolonija, del tega pa je postala leta 49 pr. n. št. Po padcu Vzhodnorimskega cesarstva je bila pod različnimi vplivi (Langobardi, Franki itd.), predvsem zaradi svoje lege.
Mesto je postalo pomembno, ker je bilo na križišču več poti. Flavius Stilicho je premagal Alarica I., kralja Vizigotov v letu 403. Leta 489 so Verono zasedli Ostrogoti. Ostrogotski kralj Teoderik Veliki (454–526) je zgradil palačo in jo po irski legendi imenoval Verona. Ostrogoti so vladali območju vse do prihoda Langobardov.
Leta 569 je Verono zavzel Alboin (530–572), kralj Langobardov in je bilo drugo najpomembnejše mesto v kraljestvu. Adalgisus, sin Desideriusa, se je v letu 774 brezupno branil pred Karlom Velikim, ki je uničil Lombardsko kraljestvo. Verona postane prebivališče kraljev Italijanskega kraljestva, sedež vlade pa mesto postane z družino grofa Miloja, matičnih grofov San Bonifacio. Med leti 880–951 sta bivala v Veroni dva Berengarija.
V 12. stoletju je Verona postala svobodno mesto, zavarovano z 48 obrambnimi stolpi. V letih 1226–1259 je bilo mesto v rokah samodržca Ezzelina da Romana; ta je leta 1257 na ravnici pred Verono pobil 11.000 prebivalcev Padove. Po njegovi smrti je oblast prevzela družina Scaligeri, ki so mestu vladali med letoma 1260 in 1387. Bili so veliki podporniki umetnosti in meceni tedanjim umetnikom. Z vojnimi grožnjami ali napadi je Verona dobila oblast nad Padovo (1328), Trevisom (1308) in Vicenzo. Alberta (1277–1302), kapetana, ki se je nenehno boril proti grofom San Bonifacio, je podpirala družina d'Este. Njegovi sinovi, Bartolomeo, Alboino in Cangrande I., si razdelijo oblast (1308). Slednji je bil velik bojevnik, princ in mecen, bil je zaščitnik Danteja, Petrarce in Giotta. Alberta je nasledil Mastino II. (1329–1351), sin Alboina, ki je nadaljeval stričevo politiko. Osvojil je še Brescio leta 1332, Parmo 1335 in Lucco 1339. Za francoskim kraljem je bil najbogatejši v tistem času. Vendar se je proti njemu začela postavljati močna koalicija – leta 1337 predvsem Benetke in Firence oziroma Visconti, d'Este in Gonzaga. Po triletni vojni je bila vladavina družine Scaligeri omejena samo na Verono in Vicenzo.
Mastinov sin Cangrande II. (1351–1359) je vladal kot tiran. Ubil ga je njegov brat Cansignorio (1359–1375), ki je olepšal mesto s palačami, uredil akvadukte in mostove ter ustanovil mestno zakladnico. Cansignorio je ubil starejšega brata, njega samega pa je ubil brat Antonio (1375–1387). S tem je razburil prebivalce in ko mu je Gian Galeazzo Visconti napovedal vojno, so mu obrnili hrbet. 19. oktobra 1387 (to je leto znamenite bitke za Castagnaro) je pobegnil in s tem je bilo konec nadvlade družine Scaligeri. Antoniov sin Canfrancesco della Scala se je neuspešno hotel vrniti v Verono leta 1390. 
Guglielmo (1404), sin Cangrandeja II. je imel več sreče, ob podpori ljudi je Verono popeljal izpod Milana, vendar je umrl deset dni po tem uspehu, Verona je nato pripadla Benetkam (1405). Do leta 1405 so Veroni vladali milanski Viscontiji.
V letih 1508–1517 je bilo v mestu, ki mu je vladal cesar Maksimilijan I. veliko izbruhov kuge, najhujše je bilo med leti 1629–1633. V Veroni naj bi med letoma 1630–1631 umrlo 33.000 ljudi (od skupno 54.000). 
Leta 1776 se je v Veroni razvila umetnost zvonjenja z zvonovi imenovana Sistema Veronese.
Leta 1797 je Verono okupiral Napoleon, a ga je na velikonočni ponedeljek ljudstvo pregnalo. Napoleon je po tem prekinil vladavino Beneške republike. Verona je postala del avstrijskega ozemlja, ko je Napoleon podpisal pogodbo v Campo Formio v oktobru leta 1797. Avstrijci so prevzeli nadzor nad mestom na 18. januarja 1798. Leta 1805 je s pogodbo iz Pressburga dobil del od Avstrije, ki pa se je ponovno vrnil Avstrijcem po porazu Napoleona leta 1814, ko je postala del Avstroogrske tudi Kraljevina Lombardija - Benečija. Leta 1866 po šestih tednih vojne (bitka pri Königrätzu), je Verona, skupaj s preostalim delom Benečije, postala del Italije.
Vzpon fašizma je dodal še eno temno poglavje v zgodovino Verone. Serija antisemitskih zakonov iz leta 1938 in po invaziji nacistične Nemčije leta 1943, so se vršile deportacije v nacistična koncentracijska taborišča. Avstrijska trdnjava (danes cerkev Santuario della Madonna di Lourdes), se je uporabljala za zapor in mučenje zavezniških vojakov, Judov in antifašistov, posebej po 1943, ko je Verona postala del italijanske republike. Nasilje se je končalo šele z osvoboditvijo s strani zavezniških vojakov in partizanov leta 1945.
Po drugi svetovni vojni, ko je Italija postala članica NATO pakta, je Verona ponovno pridobila svoj strateški pomen zaradi bližine železne zavese. Mesto je postalo sedež SETAF (Južno evropske zavezniške kopenske sile), zato je bila tukaj med celotnim obdobjem hladne vojne močna vojaška prisotnost, še posebej ameriške vojske, ki se zmanjšuje šele v zadnjih letih. 
Zdaj je Verona pomembno in dinamično mesto, zelo dejavna na področju gospodarstva. Zaradi svoje zgodovine je zelo pomembna turistična atrakcija, kjer Rimska preteklost živi z ramo ob rami z Verono iz srednjega veka.

## Podnebje
Verona ima vlažno subtropsko podnebje, značilno za severno italijansko notranjo ravnico, z vročimi poletji in mrzlimi, vlažnimi zimami. Delno vpliva na mesto skoraj sredozemsko podnebje Gardskega jezera. Relativna vlažnost je visoka skozi vse leto, še posebej v zimskem času, ko pogosto nastaja megla.

## Demografija
V letu 2009 je v Veroni prebivalo 265.368 ljudi, od tega 47,6 % moških in 52,4 % žensk. Mladoletnih oseb (otroci, stari 0–17) je bilo skupaj 16,05 % prebivalstva v primerjavi z upokojenci, ki jih je bilo 22,36 %. To se lahko primerja z italijanskim povprečjem 18,06 % (mladoletniki) in 19,94 % (upokojenci). Povprečna starost prebivalcev Verone je 43 let, v primerjavi z italijanskim povprečjem 42 let. Med letoma 2002 in 2007 se je število prebivalcev povečalo za 3,05 %, medtem ko se je v Italiji povečalo za 3,85 %.  Sedanja stopnja rodnosti v Veroni je 9,24 rojstev na 1000 prebivalcev, v primerjavi z italijanskim povprečjem 9,45 rojstev.
Leta 2009 je 87 % prebivalstva Italijanov. Največja skupina priseljencev prihaja iz drugih evropskih držav (največji iz Romunije) 3,60 %, Južne Azije 2,03 % in Podsaharske Afrike 1,50 %. Mesto je pretežno katoliško, vendar je zaradi priseljevanja zdaj nekaj pravoslavnih kristjanov, muslimanov in hindujcev.

## Glavne znamenitosti
Zaradi vrednosti in pomena številnih zgodovinskih zgradb, je bila Verona uvrščena na Unescov seznam svetovne dediščine. Verona je ohranila številne antične rimske spomenike. Mnogo njenih zgodnjih srednjeveških zgradb je bilo uničenih ali močno poškodovanih v potresu 3. januarja 1117, kar je imelo za posledico obsežno obnovo romanske arhitekturne dediščine. Iz Karolinškega obdobja Versus de Verona vsebuje pomembne opise Verone v začetku srednjega veka.

### Rimska arhitektura
Naselje rimske vojske, ki je zdaj središče mesta, se je gradilo iz pravokotnih ulic v smereh cardo (sever-jug) in decumanus (vzhod-zahod). Ta struktura je danes jasno vidna iz zraka. Staro rimsko mesto je s svojimi kamnitimi cestami večinoma skrito pred pogledi saj leži skoraj nedotaknjeno približno 6 m pod površjem. Večina palač in hiš je zgrajena na rimskih ostankih in so le redko dostopni javnosti. Danes je na tem mestu Piazza delle Erbe.
Verona je znana po rimskem amfiteatru. Arena je na največjem trgu na Piazza Bra. Zgrajena okoli leta 30 n. št., je tretja največja v Italiji po rimskem Koloseju in Areni v Capui (Neapelj). Meri 139 m v dolžino in 110 m v širino in je lahko sprejela 25.000 gledalcev na 44 vrstah marmornih sedežev. Gladiatorske igre Ludi so pritegnile gledalce tudi izven mesta. V 5. st. je cesar Honorij prepovedal tovrstne igre. Pomembno obnovo je doživela že v 16. stoletju. Sedanja dvonadstropna fasada je pravzaprav notranja podpora vrstam s sedeži. Je le del prvotnega zunanjega obodnega zidu v belem in rožnatem apnencu iz Valpolicella. Notranjost je zelo impresivna in praktično nedotaknjena in je v uporabi še danes za javne prireditve, sejme, gledališke predstave in operne predstave poleti. Leta 1913 so v njej izvedli Verdijevo Aido.
V mestu je tudi rimsko gledališče. To gledališče, ki je bilo zgrajeno v 1. stoletju pr. n. št., dolga stoletja ni bilo aktivno in je bilo predelano za zagotavljanje stanovanj. V 18. stoletju je Andrea Monga, bogat Verončan, kupil vse hiše, ki so bile zgrajene v gledališču in jih porušil ter ohranil spomenik. Nedaleč od njega je Ponte di Pietra, kamniti rimski most ohranjen do danes.
Arco dei Gavi (Gavijev slavolok) je bil zgrajen v 1. stoletju našega štetja. Znano je tudi ime graditelja (arhitekt Lucius Vitruvij Cordone) vgravirano na njem, kar je redek primer v arhitekturi tega časa. Prvotno je skozi vodila glavna rimska cesta v mesto, zdaj je to Corso Cavour. Porušilo so ga francoski vojaki leta 1805 in je bil obnovljen leta 1932.
V bližini so Porta dei Borsari, slavolok na koncu Corso Porta Borsari. To je pročelje vrat iz 3. stoletja, del prvotnega rimskega mestnega obzidja. Napis je datiran 245 n. št. in kaže tudi ime mesta, kot Colonia Verona Augusta. Skozi slavolok pelje cesta Corso Porta Borsari in je original Via Sacra rimskega mesta. Danes je obzidana z več renesančnimi palačami in starodavno cerkvijo Sv. Apostolov, le nekaj metrov od Piazza delle Erbe.
Porta Leoni iz 1. stoletja pr. n. št. predstavljajo del vrat rimskega mesta. Znaten delež še stoji kot del stene stavbe iz srednjega veka. Ulica sama je odprto arheološko najdišče z ostanki prvotne rimske ulice, ki je vidna nekaj metrov pod nivojem današnje ceste. Vrata imajo majhen dvor varovan s stolpi.
- Veronsko obzidje
- Arena
- Porta Leoni

### Srednjeveška in kasnejša arhitektura
Piazza delle Erbe v bližini rimskega foruma sta prezidala Cangrande I. in Cansignorio della Scala, veronski vojvoda, pri čemer sta uporabila material iz rimskih term in vil (marmorne bloke in kipe). Danes je to osrednji družabni trg poln najrazličnejših lokalov, tudi mestna tržnica. Trg je obdan z reprezentančnimi palačami, na njem stoji tudi nekaj spomenikov (Markov steber z beneškim levom - 1528) in vodnjak imenovan Madona Verona in je antičnega izvora. Na severu je baročna palača Maffei (1668) okrašena z balustrado s kipi.
Arco della Costa loči Piazza dei Signori od trga Erbe. Na sredini Piazza dei Signosi je Dantejev spomenik iz leta 1865. Trg zapira sodna palača (Palaco dela Ragione) iz 14. stoletja z zunanjim stopniščem iz obdobja renesanse (1446-50) in 84 m visok stolp Torre dei Lamberti. Druga stavba je renesančna Loggia del Consiglio, ki je zgoraj okrašena s freskami in kipi pomembnih Rimljanov (Katul, Plinij in arhitekt Vitruvij). Pomembna zgradba je še Palazzo del Capitano in zraven romanska cerkev Santa Marina Antica, ki je v 13. st. postala cerkev Scaligerijev, v njej je tudi šest grobnic, lep primer gotskega kiparstva.  
Majhna romanska bazilika San Lorenzo je ena izmed najlepših in najpomembnejših v mestu. Izvira iz okoli leta 1177 in je zgrajena na mestu starokrščanske cerkve, katere nekateri fragmenti so e vidni. Cerkev je zgrajena iz izmeničnih skladov opeke in kamna in ima dva valjasta stolpa in spiralno stopnišče do ženske galerije. Notranja atmosfera je precej stroga, vendar še vedno tiha in mirna. Progasti pasovi iz kamna in opeke in ljubki oboki dopolnjujejo ambient.
Castelvecchio je trdnjava s palačo, ki jo je dogradil Casagrande II. (1355-75) in stoji na desnem bregu Adiže. Na rečni strani palače je originalni spomenik Casagrandeja I. na konju iz 14. stoletja. V gradu je v izgnanstvu kot gost med letoma 1301-1304 živel Dante in napisal tretji del Božanske komedije - Raj.
Z razponom 48,70 m je bil segmentni ločni most Ponte Scaligero, ob njegovem nastanku v letu 1356 - 1376, največji ločni most na svetu. Povezuje palačo in levi breg Adiže. Zanimivo je, da je vsak obok manjši oziroma nižji. V bližini je bil med letoma 1840 - 1861) avstrijski Arzenal. Med drugo svetovno vojno, to je leta 1945 so ga Nemci razstrelili. Obnova je bila precej težavna, saj so morali začasno premakniti tok reke.

### Bazilika svetega Zena
Bazilika svetega Zena velja za enega največjih dosežkov romanske arhitekture v severni Italiji. Prvotno je na tem mestu stala kapela in samostan v območju zgodnjekrščanskega pokopališča v bližini Via Galica. Stala je nad grobom svetega Zena, rojenega v Afriki, ki je bil med letoma 362 in 380 veronski škof. Ostanki menda stojijo v območju današnjega križnega hodnika. Zaradi velikega obiska romarjev je kapela kmalu postala premajhna. Pipin Mali (sin Karla Velikega) je dal med letoma 805 in 806 zgraditi večjo cerkev in zraven še samostan. V novo cerkev 21. maja 807 so prenesli tudi truplo svetnika. V letu 963, v času Madžarske invazije, je bila uničena. Znova so jo kot baziliko zgradili v času cesarja Otona I. in škofa Rateria leta 983. Prva obnova in razširitev je sledila v 11. st. Leta 1117 jo je poškodoval potres, zatem so jo do leta 1138 spet obnovili. Še večkrat so jo obnavljali: med letoma 1217 - 1225 križni hodnik in portal samostana, glavne stopnice iz 16. st., ki povezujejo spodnjo in zgornjo cerkev so obnovili leta 1870. Leta 1770 je bil ukinjen samostan, leta 1806 je cerkev postala farna cerkev.
Današnja zgradba je tretja te vrste, zgrajena med letoma 1123-1135 in je tipična romanska. Fasada dominira velikemu trgu in ima lep 72 m visok zvonik (zgrajen med 1045 in 1173), ki ga omenja Dante v Canto 18 v Vicah v Božanski komediji, na levi strani pa obrambni stolp. Cerkev ima v tlorisu obliko latinskega križa in je triladijska. Fasada je tipična za romanske zgradbe - vodoravne plasti svetlega tufa in temne opeke. Rožnat veronski kamen daje topel zlat sijaj in zadržana linija stebrov, stolpcev, vencev in galerija dvojnih oken na fasadi izraža harmonično eleganco. Velika okenska rozeta je izvedena kot Kolo sreče (Brolototo, 1217-1225). Portalni baldahin podpirata dva stebra s stiliziranima levoma (mojster Nicolo, 1138). V prekladi nad portalom so izklesani meseci v letu, v luneti je portret svetega Zena in meščanov, v frizu pa scene iz svetnikovega življenja. Vsaka stran na vratih je okrašena z 18 bas-reliefnimi ploščami svetopisemskih prizorov (leva stran iz Nove zaveze - konec 11.st.-začetek 12. st., desna iz Stare zaveze - druga polovica 12. st.), notranji deli bronastih vrat imajo 48 primitivnih, a odločnih biblijskih upodobitev iz življenja svetega Zena. Pomen nekaterih prizorov je neznan, vendar gre za izredno živahno, barbarsko energijo likov, ki je odlična mešanica tradicionalnih in otonskih vplivov. Levo krilo je iz leta 1030, desno je 100 let mlajše. Na obeh straneh vrat so marmorne plošče iz leta 1140 na katerih je upodobljeno Kristusovo življenje na levi, na desni pa zgodovina stvarjenja.  
Notranjost cerkve je razdeljena na spodnjo cerkev, ki obsega približno 2/3 strukture in zgornjo cerkev, ki zaseda preostanek. Stene so prekrite s freskami iz 12. in 15. stoletja. Strop glavne ladje je lesen, grajen kot ladijski gredelj in je veličasten primer stropa takega tipa. Prezbiterij je dvignjen nad nivo glavne ladje, dostopen po stopnicah in leži nad grobnico. Ograja med korom in osrednjim delom ladje imenovan Lettner, je okrašena s kipi Kristusa in apostolov (začetek 13. st.), oltar je delo Francesca Torbida, na oltarju je triptih Andrea Mantegne iz 15. stoletja, ki prikazuje Marijo z detetom, sveto Ano, svetim Zenom, svetim Sebastjanom in svetim Krištofom. Le zgornji sliki so original, ostalo so leta 1797 odnesli Francozi in nikoli vrnil. Razpelo je delo Lorenza Veneziana, porfirni kelih je vzet iz rimskega kopališča in osmerokotna krstilnica iz 13. stoletja so poleg oltarja, najpomembnejša dela v cerkvi. Na Visokem oltarju so sarkofagi veronskih škofov Sv. Lupicinus, Lucillus in Crescentianus. Na levi strani apside, nad vhodom v zakristijo, je prizor Križanja šole Altichiero, v mali levi apsidi je rdeč marmorni kip svetega Zena iz 12. stoletja.
Obokana kripta podprta z 49 stebri v osmih vrstah, ki so posledica rekonstrukcij cerkve, vsebuje grobnico svetega Zena, prvega škofa v Veroni ter grobnice več drugih svetnikov. Na vhodnih lokih so izklesane dekoracije s fantazijskimi in pošastnimi živalmi lokalnega kiparja Adamina da San Giorgia. Kripta je bila obnovljena v 13. in 16. stoletju.
Bazilike se drži samostan, ki je bil postavljen v 9. stoletju nad starejšim. Od prvotne zgradbe, uničene v napoleonskih vojnah, je ostal le opečni stolp in del samostana. Prvotno je bil še en stolp in opatova palača, ki je bila dolgo časa uradno mestno prebivališče cesarjev Svetega rimskega cesarstva. Leta 1980 so pri obnovi odkrili freske iz 12. do 15. stoletja. Lepo je ohranjen križni hodnik. V cerkvi se nahaja tudi grobnica italijanskega kralja Pipina Malega (777-810).
- Glavno pročelje
- Srednja ladja, pogled zgoraj proti prziteriju, spodaj grobnica
- Del glavnih vrat z reliefnimi ploščami
- Samostanski del

### Duomo
Duomo (Stolnica) leži prav na okljuku reke Adiže, posvečena Sveti Mariji Vnebovzeti. Gradnja se je začela leta 1139. V času Rimskega imperija je na tem mestu stala vila s termalnim kopališčem, morda tudi manjši tempelj. Prva krščanska cerkev je stala tam, kjer je danes cerkev Sv. Elene. Sveti Zeno, veronski nadškof, je med letoma 362 - 380 zgradil večjo baziliko, ki je bila porušena v 7. stoletju verjetno zaradi požara ali potresa. Ahidiakon Pacifico jo je rekonstruiral in povečal med 8 in 9. stoletjem in jo imenoval katedrala Sv. Marije Matricolare in je stala nekoliko južneje od današnje. Ta je bila poškodovana ob potresu leta 1117. Obnova je trajala 20 let in dobila je romanski portal, ki ga je oblikoval arhitekt Nicolo. Poleg vitezov Oliverja in Rolanda stojijo bradati svetniki in evangelisti. Na južnem romanskem portalu je Jonas in groteskne kariatide. Notranjost je bila v celoti obnovljena v drugi polovici 15. in prvi polovici 16. stoletja. Leta 1880 je bil zgrajen nov marmorni tlak. Zvonik je bil obnavljan že leta 1913 a nikoli dokončan. Notranjost je posvetil papež Janez Pavel II. leta 1988. Freske in leseni deli so bili restavrirani in dela končana leta 2002. V cerkvi je največja znamenitost Tizianova slika Marijino vnebovzetje (1535-50).
- Glavno pročelje
- Notranjost stolnice
- Pogled proti glavnemu oltarju
- Tizianova slika Marijino vnebovzetje

### Santa Anastasia
Santa Anastasia je ogromna in visoka cerkev zgrajena v gotskem stilu ob reki Adiži v letih 1290-1481. Zgradili so jo dominikanci po zasnovi dominikanskih bratov FRA Benvenuto da Imoli in FRA Nicola da Imoli. V lasti dominikancev je bila do leta 1808. Ima 72 m visok zvonik, ki je imel štiri zvonove iz leta 1460, peti je bil dodan leta 1650. V letu 1839 so ulili 9 zvonov veronske umetniške šole. Ladja ima obliko latinskega križa.
Fasada je razdeljena na tri dele, ki ustrezajo notranjim ladjam in velja za nedokončano. Portal iz 15. stoletja ima dvoje vrat in je gotsko oblikovan (1330), z loki z okrasnimi stebri v rdeči, črni in beli barvi marmorja. Loki tvorijo tri lunete: v večji je predstavitev Svete Trojice z dvema angeloma, ki obdajata Svetega Jožefa in Marijo. Oče sedi na gotskem na prestolu s Križanim na kolenih in Kristusom na njegovi strani kot golob. V dveh manjših lunetah je upodobljen škof, ki vodi veronske ljudi in Sveti Peter veronski, ki vodi menihe z belo-črno zastavo dominikancev. Pet delov gotskega oboka je okrašeno s šestimi kronološkimi prizori Jezusovega življenja: Oznanjenje, Rojstvo, Poklon treh kraljev, Pot proti Kalvariji, Križanje in Vstajenje. Osrednji steber med vrati ima kip Sv. Dominika, desno in levo pa sta Sv. Peter veronski in Sv. Tomaž.
Med loki nad stebri so trije kipi: osrednji in večji je Marija z detetom (beneška šola), druga dva predstavljata Sv. Anastasio in Katarino.
Stranski deli pročelja, ki ustrezajo ladjam, imajo velika okna, ki ju obdajata dva kvadratna zvonika.
Notranjost je triladijska. Stranske ladje so ločene s šestimi pari stebrov povezanih z lokovi v beli ali rdeči barvi veronskega marmorja, z gotskimi kapitoli. Na štirih stebrih so grbi družine Castelbarco iz Trenta, ki je zaslužna za izgradnjo cerkve. Na levi strani apside, ki je bila dokončana leta 1432 (Vincenzo di Stefano da Veroni) je Cortesío, ki jaha na konju v oklepu in s poveljniško palico. Konj se nahaja v vrezanem sarkofagu, ki je bil vedno prazen. Freska predstavlja oznanjenje, Sv. Petra veronskega in Dominika. Znamenit je tudi krstilni kamen, ki ga nosita grbasti figuri dveh beračev iz rdečega kamna rosso verona in naj bi bili iz različnih obdobij. Leva iz leta 1495, pripisujejo jo Gabrielu de Cagliariju, desna je mlajša.
Pellegrinijeva kapela je znana po freskah svetega Jurija in princese Trebizond (1433-38) slikarja Antonia Pisanella, kot tudi grobu Wilhelma von Bibra. 
- Glavno pročelje
- Notranjost cerkve
- Oltar Sv. Vincenta Ferrera, slika Pietro Rotari

## Omemba
Tri izmed Shakespearovih dram so umeščene v Verono: Romeo in Julija, Dva viteza iz Verone in Ukročena trmoglavka.

## Pomembnejši ljudje
- Aleardo Aleardi, pesnik
- Paolo Bellasio, renesančni skladatelj, član rimske šole
- Stefano Bernardi, baročni skladatelj
- Massimo Bubola, pevec, pisec besedil rojen v Terrazzo
- Paolo Caliari, znan kot "Veronese" slikar
- Mario Capecchi, Nobelov nagrajenec za medicino, 2007
- Giovanni Francesco Caroto, slikar
- Catullus, Latinski pesnik
- Walter Chiari, igralec
- Gigliola Cinquetti, pevka, ki je prinesla Italiji svojo prvo zmago na Eurovision Song Contest leta 1964
- Damiano Cunego, nekdanji prvi kolesar na svetu in nekdanji zmagovalec Giro d'Italia
- Donatoni, skladatelj
- Girolamo Fracastoro, znan tudi kot Fracastorius, priznani znanstvenik, zdravnik in pesnik
- Giovanni Giocondo, arhitekt in učenjak
- Girolamo dai Libri, slikar in osvetljevalec rokopisov
- Romano Guardini, teolog
- Marc'Antoniu Ingegneri, skladatelj, učitelj Claudia Monteverdija
- Cesare Lombroso, kriminolog
- Scipione Maffei, pisatelj in zgodovinar
- Matteo Manassero, britanski amaterski golf prvak 2009
- Arnoldo Mondadori, založnik
- Capulet Montague, izmišljeni liki iz znane Shakespearjeve igre Romeo in Julija
- Marc Antonio Negri, baročni skladatelj, sodelavec Monteverdija
- Carlo Pedrotti, skladatelj iz 19. stoletja, dirigent, pedagog in operni glas administrator
- Sv. Peter mučenikov, Dominikanski pridigar in svetnik
- Ippolito Pindemonte, pesnik,
- Ratherius, Srednjeveška škof in pisatelj
- Vincenzo Ruffo, renesančni skladatelj
- Emilio Salgari, romanopisec
- Antonio Salieri, skladatelj
- Michele Sammicheli, arhitekt
- Sara Simeoni, nekdanja skakalka v višino, svetovna prvakinja in dobitnica zlate olimpijske medalje
- Bartolomeo Tromboncino, renesančni skladatelj

Verona je rojstni kraj pesnika Gaius Valerius Catullus (ca. 84–54 n. št.) in mesto, kjer je Julij Cezar počitnikoval. V zgodovini mesta je veliko pomembnih imen in dogodkov: Teoderik Veliki, kralj Ostrogotov, Alboin in Rosamunda, Lombardki vojvoda, Karel Veliki in Pippin Mali, kralj Italije, Berenger I., Dante. Tukaj so potekale konklave in pomembni kongresi. Verona se je znašla v potovalnih dnevnikih Goetheja, Stendhala in Paul Valeryja.

## Šport
Mesto ima dve profesionalni nogometni ekipi. Zgodovinsko gledano je velika mestna ekipa Hellas Verona, ki je zdaj v prvi italijanski nogometni ligi Serie A, druga ekipa je Chievo Verona. Hellas Verona je osvojila italijansko prvenstvo leta 1984-1985 in igral na evropskem prvenstvu naslednje leto. Dva kluba si delita 38.402 sedežev na Stadio Marc'Antonio Bentegodi, ki je bil uporabljen tudi kot prizorišče svetovnega prvenstva leta 1990.
Verona je dom odbojkarskega moštva Marmi Lanza Verona (zdaj v Serie A1), ragbijske reprezentance Franklin in Marshall Cus Verona Rugby (zdaj v Serie A1) in košarkarske ekipe Scaligera Basket (zdaj v Legadue).
Mesto je dvakrat gostilo UCI cestno svetovno prvenstvo leta 1999 (pri Trevisu, kot soorganizator ) in v letu 2004. Verona je gostila bejzbolski svetovni pokal v letu 2009 in svetovno prvenstvo v odbojki september-oktober 2010.

## Infrastruktura in promet

### Avtobusi
Avtobuse upravlja deželna družba javnega prevoza, Azienda Trasporti Verona (ATV).

### Železnice
Verona leži ob glavni progi sever-jug od prelaza Brenner v Rim in progi z vzhoda proti zahodu med Milanom in Benetkami, kar pomeni železniški dostop do večine krajev Evrope. Mesto torej služi od mednarodnih, regionalnih in lokalnih storitev.
Glavna železniška postaja je Verona Porta Nuova in leži južno od mestnega središča. Velja za deveto najbolj obremenjeno železniško postajo v Italiji in odpravi približno 68.000 potnikov na dan ali 25 milijonov potnikov na leto.
Obstajajo še manjša postaja na vzhodu mesta na Porta Vescovo, ki je bila včasih glavna postaja v Veroni, zdaj pa sprejme le vlake med Benetkami in Porta Nuova.

### Letališče
Letališče Verona se nahaja 5,0 km jugozahodno od Verone. Oskrbi okoli 3 in pol milijona potnikov na leto. Povezano je z železniško postajo Porta Nuova.
Nekateri direktni leti med Verono in drugimi letališči so: med rimskim letališčem Fiumicino, Münchnom, Neapljem, Frankfurtom, Catanio, pariškim letališčem Charles de Gaulle, Londonskim Gatwickom, Palermom, Manchestrom, Dunajskim Schwechatom in Cagliarijem.

## Pobratena in sestrska mesta
Verona ima povezave z več francoskimi mesti in sestrska ali partnerska mesta po vsem svetu. Nekatera so:
| - Pulj, Hrvaška; ima podoben rimski amfiteater - Nîmes, Francija; ima podoben rimski amfiteater - München, Nemčija - Salzburg, Avstrija - Betlehem, Palestina - Ra'anana, Izrael, od 1998 - Mašhad, Iran - Ningbo, Kitajska - Saint-Josse-ten-Noode, Belgija - Košice, Slovaška, od 1992 | - Nagahama, Japonska - Fresno, ZDA - Albany, USA - Batumi, Gruzija - Krf, Grčija - Detmold, Nemčija - Korça, Albanija - Ayacucho, Peru - Lecce, Italija |